# Lễ Các Thánh
Lễ Các Thánh (còn gọi là Lễ Các Thánh Nam Nữ hoặc Lễ Chư Thánh) là một lễ được tổ chức trọng đại vào ngày 1 tháng 11 hằng năm trong Kitô giáo Tây phương hoặc Chủ nhật đầu tiên sau Lễ Ngũ Tuần trong Kitô giáo Đông phương, nhằm tôn vinh toàn thể các vị Thánh Kitô giáo đang hưởng phúc trên thiên đàng, gồm tất cả những người có tên tuổi và những người không được lưu danh.
Giáo hội Công giáo và một số nhóm Anh giáo cử hành Lễ Các Thánh và Lễ Các Đẳng vào ngày kế tiếp đó dựa trên niềm tin rằng có sự cầu nguyện hiệp thông giữa những người đang sống ở trần thế (Giáo hội Chiến đấu) với những người ở trên thiên đàng (Giáo hội Khải hoàn) và những người đang thanh tẩy trong luyện ngục (Giáo hội Đau khổ). Cùng với Vọng Lễ Các Thánh diễn ra vào hôm trước, ba ngày này được nhóm chung là Tuần Tam nhật Các Thánh.

## Lịch sử
Ngày lễ Các Thánh, kính nhớ tất cả các thánh nói chung, được các Giáo hội ấn định khác nhau. Một số như Antiochia và Constantinopolis chọn Chủ nhật đầu tiên sau lễ Hiện xuống, Đông Syria thì chọn Thứ Sáu sau lễ Phục sinh. Thánh Ephrem đề cập rằng tại Edessa cử hành vào ngày 13 tháng 5. Giáo hoàng Bônifaciô IV thánh hiến Đền Pantheon dâng kính Thánh Maria và Chư vị Tử đạo cũng vào ngày này.
Việc ấn định ngày 1 tháng 11 trong Giáo hội Tây phương như ngày nay khởi đầu với việc Giáo hoàng Grêgôriô III (731–741) cung hiến một nhà nguyện tại Đền Thánh Phêrô để tôn vinh toàn thể các thánh. Mặc dù đã khá phổ biến dưới thời Charlemagne nhưng đến năm 835 ngày lễ này mới chính thức được ấn định khắp Đế quốc Frank theo một sắc chỉ do Louis Mộ Đạo ban hành, với sự thúc đẩy của Giáo hoàng Grêgôriô IV. Việc chọn ngày 1 tháng 11 thay vì 13 tháng 5 được cho là phần nào đó dựa trên tính thực tiễn để đảm bảo lương thực và y tế cho lượng lớn người hành hương tới Roma.

## Ngày nghỉ lễ
Ở nhiều quốc gia có truyền thống Công giáo, Lễ Các Thánh là một ngày nghỉ. Ở châu Âu đó là các nước Áo, Bỉ, Liechtenstein, những nơi mà nhiều người theo đạo Công giáo như ở một số các Kanton của Thụy Sĩ, các bang (Đức) Baden-Württemberg, Bayern, Nordrhein-Westfalen, Rheinland-Pfalz và Saarland cũng như ở Luxemburg, Ý, Pháp, Tây Ban Nha, Bồ Đào Nha, Ba Lan, Hungary, Croatia, Slovenia, Slovakia, Litva, nghỉ ngày 1 tháng 11. 
Tại các bang nêu trên ở Đức đó là một ngày nghỉ lễ im lặng, có nghĩa là cấm các tổ chức nhảy múa và chơi nhạc ồn ào. Thí dụ ở Nordrhein-Westfalen từ 5 tới 18 giờ. Vi phạm có thể bị phạt tới 1.000 Euro. Ở Bayern từ 2 cho đến 24 giờ. Vào ngày này, người thân đến thăm, trang trí các ngôi mộ trong nghĩa trang và cầu nguyện cho những người đã khuất. 